# Erebia albomacula
Erebia albomacula är en fjärilsart som beskrevs av Hans Rebel 1910. Erebia albomacula ingår i släktet Erebia och familjen praktfjärilar. Inga underarter finns listade i Catalogue of Life.